# Cá chình nước ngọt
Anguillidae là họ cá chình nước ngọt, gồm 19 loài và 5 phân loài được xếp vào một chi duy nhất của họ này là Anguilla.

## Đặc điểm
Chúng sinh sản ở biển nhưng di cư từ đó vào các sông nước ngọt, từ sông cái đi vào các khe, suối đầu nguồn có dòng chảy ổn định quanh năm và sống ở đó, đến lúc trưởng thành lại quay về đại dương sinh sản. Những con cá chình ở giai đoạn còn nhỏ được gọi là cá chình gương (glass eel).
Cá con khi di cư vào nước ngọt có kích thước rất nhỏ nhưng khả năng sinh tồn của chúng rất cao, khả năng di chuyển, tập tính săn mồi và thời gian hoạt động của chúng rất khác với các loài cá thông thường trong cùng một môi trường. Cá chình nước ngọt thường rất sợ ánh sáng, chúng chỉ hoạt động vào ban đêm và sống trong các hang đá hoặc các hốc trong các sông, suối có độ sâu, nhiệt độ và hàm lượng oxy trong nước thích hợp.

## Tại Việt Nam
Ở Việt Nam, hiện nay được tìm thấy 3-4 loài (A. bicolor, A. japonica, A. marmorata và A. borneensis/A. malgumora?) sống tại các sông, suối ở miền Trung.
Cá chình nước ngọt thường di chuyển liên tục đến lúc đạt một kích thước nhất định chúng mới thường trú tại chỗ, cá chình nước ngọt được tìm thấy ở các khe suối đầu nguồn có những nơi lên đến 500m độ cao so với mực nước biển, con trưởng thành lớn nhất săn được tại sông A Vương nặng 18 kg. Đây là loại cá có hàm lượng dinh dưỡng cao, là món ăn rất được ưa chuộng hiện nay nên chúng rất đắt.
Hiện nay có một số nơi nuôi cá chình thương phẩm nhưng các nhà khoa học chưa tìm ra phương pháp nhân giống nên chủ yếu dựa vào nguồn giống tự nhiên. Đây là loài cá thật sự quý hiếm nên cần sự bảo vệ. Các phương pháp săn bắt mang tính hủy diệt sẽ bị phê phán và có khi vi phạm pháp luật. Vì vậy những nơi có loài này sinh sống nên bảo tồn và khai thác thích hợp để đảm bảo tiềm năng quý hiếm.
Từ tháng 10/2012 đến tháng 9/2015, nhóm nghiên cứu tại Viện Nghiên cứu Nuôi trồng Thủy sản III do thạc sĩ Hoàng Văn Duật làm chủ nhiệm đã thực hiện đề tài: "Hoàn thiện công nghệ ương giống và nuôi thương phẩm cá chình hoa (Anguilla marmorata) theo hình thức công nghiệp". Đề tài đã thu được một số kết quả nhất định trong việc giải quyết kỹ thuật ương cá chình bột trắng lên thành cá giống.

## Các loài
- Anguilla anguilla (Linnaeus, 1758) (Cá chình châu Âu)
- Anguilla australis J. Richardson, 1841
  - Anguilla australis australis J. Richardson, 1841 (Cá chình vây ngắn)
  - Anguilla australis schmidti Phillipps, 1925
- Anguilla bengalensis (J. E. Gray, 1831)
  - Anguilla bengalensis bengalensis (J. E. Gray, 1831) (Cá chình đốm Ấn Độ)
- Anguilla bicolor McClelland, 1844
  - Anguilla bicolor bicolor McClelland, 1844 (Cá chình vây ngắn Indonesia)
  - Anguilla bicolor pacifica E. J. Schmidt, 1928 (Cá chình vây ngắn Ấn Độ, cá chình mun, cá chình trê, cá chình nhốt)
- Anguilla borneensis Popta, 1924 (Cá chình nhọn?)
- Anguilla celebesensis Kaup, 1856 (Cá chình vây dài Celebes, cá chình vây dài)
- Anguilla dieffenbachii J. E. Gray, 1842 (Cá chình vây dài New Zealand)
- Anguilla interioris Whitley, 1938 (Cá chình vây dài cao nguyên)
- Anguilla japonica Temminck & Schlegel, 1847 (Cá chình Nhật Bản, cá chình Nhật)
- Anguilla labiata (W. K. H. Peters, 1852) (Cá chình đốm châu Phi)
- Anguilla luzonensis S. Watanabe, Aoyama & Tsukamoto, 2009 (Cá chình đốm Philippine. Có thể chỉ cùng là một loài được liệt kê dưới danh pháp Anguilla huangi Teng, Lin & Tzeng, 2009. Độ ưu tiên tên gọi vẫn chưa được xác lập.)
- Anguilla malgumora Kaup, 1856 (Cá chình vây dài Indonesia, cá chình nhọn?)
- Anguilla marmorata Quoy và Gaimard, 1824 (Cá chình đốm khổng lồ, cá chình, cá chình hoa, cá chình bông, cá chình tràu, cá chình cẩm thạch, cá chình suối)
- Anguilla megastoma Kaup, 1856 (Cá chình vây dài Polynesia)
- Anguilla mossambica (W. K. H. Peters, 1852) (Cá chình vây dài châu Phi)
- Anguilla nebulosa McClelland, 1844 (Cá chình đốm)
- Anguilla obscura Günther, 1872 (Cá chình vây ngắn Thái Bình Dương)
- Anguilla reinhardtii Steindachner, 1867 (Cá chình đốm vây dài)
- Anguilla rostrata (Lesueur, 1817) (Cá chình Mỹ)

Danh pháp Neoanguilla nepalensis Shrestha, 2008 chỉ 1 loài cá chình ở Nepal. Chi Neoanguilla và loài nepalensis được mô tả tạm thời từ 1 mẫu vật. Không sẵn có theo Điều 16. Tác giả có ý định mô tả lại khi có thêm mẫu vật. Tình trạng hiện tại: Đồng nghĩa của Anguilla Schrank, 1798, Anguillidae.